# Соваж, Жан-Пьер

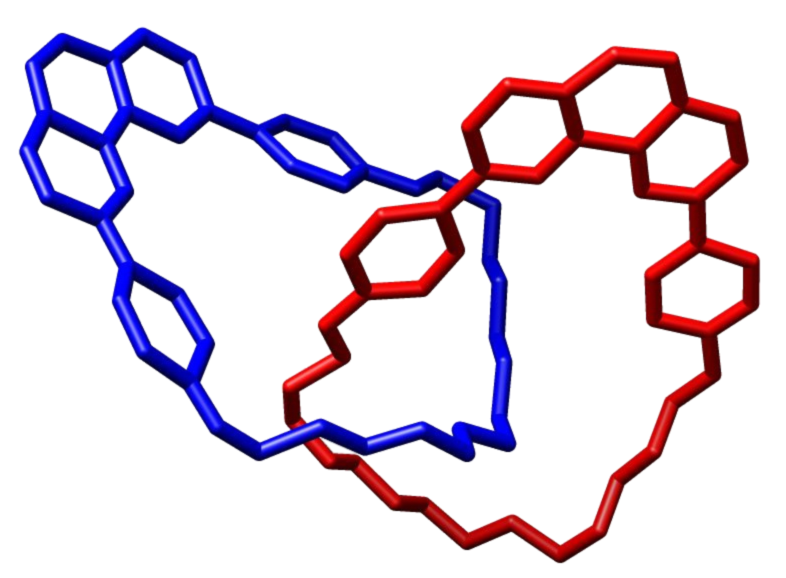
Кристаллическая структура катенана

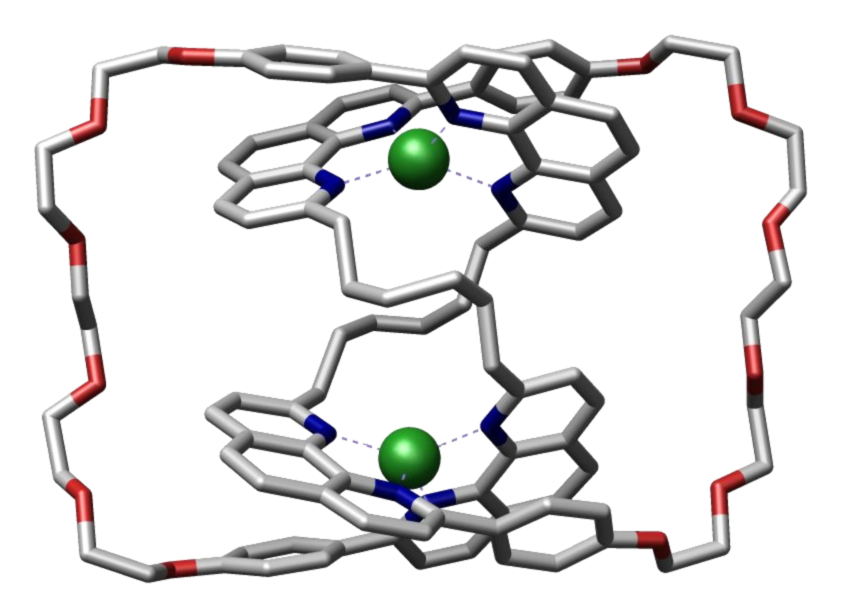
Кристаллическая молекулярная структура трилистника с двумя атомами меди(I)

Жан-Пьер Сова́ж (фр. Jean-Pierre Sauvage; род. 21 октября 1944 года) — французский исследователь в области координационной химии. Он специализируется в области супрамолекулярной химии, за которую он был удостоен в 2016 году Нобелевской премии по химии вместе с сэром Дж. Фрейзером Стоддартом и Бернардом Ферингой.

## Карьера
Соваж родился в Париже в 1944 году и получил степень доктора философии в Университете Луи Пастера под руководством Ж.-М. Лена. Во время написания кандидатской работы он участвовал в первых синтезах криптандов. После постдокторских исследований, он вернулся в Страсбург, где он в настоящее время является почётным профессором.
Плодовитый учёный, он работал в нескольких областях, в том числе в сфере электрохимического восстановления СО2 и модели реакционного центра в процессе фотосинтеза. В его работах много внимания уделяется молекулярной топологии, в частности, механически связанным молекулярным фрагментам. Он описал синтез катенанов и молекулярных узлов на основе координационных комплексов.

## Награды и признание
Член-корреспондент Французской академии наук с 26 марта 1990 года и академик с 24 ноября 1997 года. Иностранный член Российской академии наук (2016), Национальной академии наук США (2019). В настоящее время он является профессором в Страсбургском университете.
В число наград входят
- Бронзовая медаль Национального центра научных исследований (1978)
- Серебряная медаль Национального центра научных исследований (1988)
- Grand Prix Pierre Süe[фр.] (2004)
- Премия столетия (1999)
- Нобелевская премия по химии (вместе с сэром Дж. Фрейзером Стоддартом и Бернардом Ферингой) (2016)
- Почётный доктор шведского Уппсальского университета (2018).

## Общественная деятельность
В 2016 году подписал открытое письмо нобелевских лауреатов с призывом к Greenpeace, Организации Объединённых Наций и правительствам всего мира прекратить борьбу с генетически модифицированными организмами (ГМО).